# Parnassius loxias
Espèce
Parnassius loxias est une espèce de papillons de la famille des Papilionidae, de la sous-famille des Parnassiinae et du genre Parnassius.

## Dénomination
Parnassius loxias a été décrit par Rudolf Püngeler (d) en 1901.

## Description
Parnassius loxias est un papillon au corps poilu, aux ailes blanches veinées de gris, suffusées de noir dans leur partie basale et le long du bord interne des ailes postérieures, marquées de noir près du bord costal des ailes antérieures. Les ailes postérieures sont ornées d'une ligne submarginale  d'ocelles très clairs aux ailes antérieures, pupillés de bleu aux ailes postérieures et de deux taches rouges aux ailes postérieures.

## Biologie
Parnassius loxias vole en juin et juillet.

### Plantes hôtes
La plante hôte de sa chenille est une Corydalis, Corydalis krasnovi.

## Écologie et distribution
Parnassius loxias est présent dans les Monts Tian au Kirghizistan et dans l'ouest de la Chine.

### Biotope
Parnassius loxias réside en haute montagne, de 2 900 m à 3 500 m.

### Protection
Pas de statut de protection particulier.